# Cemitério Turco de Berlim

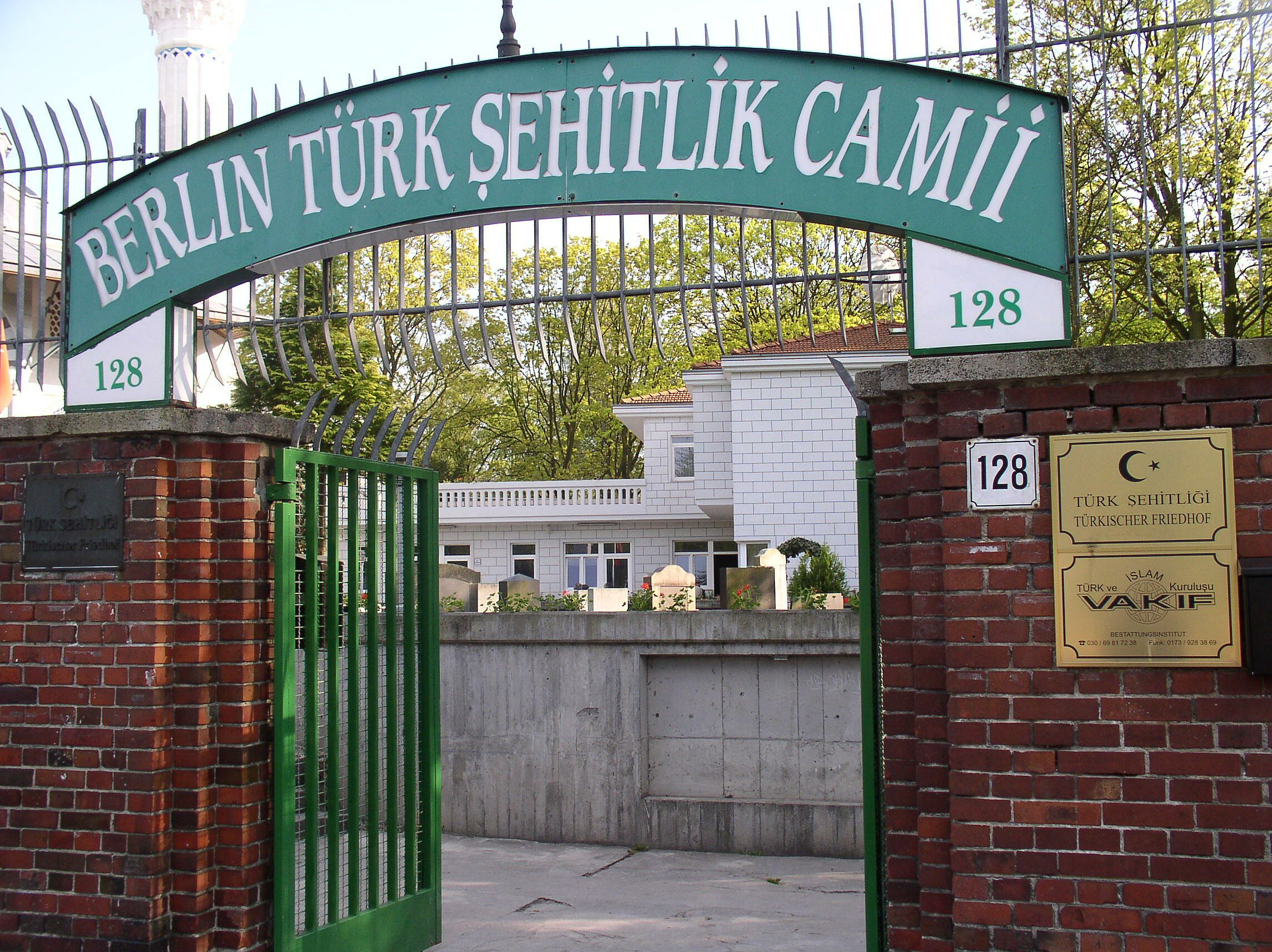
Portão de acesso

O Cemitério Turco de Berlim (em alemão: Türkischer Friedhof Berlin) foi inaugurado em 1863, sendo o mais antigo cemitério islamita da Alemanha. Atualmente tem um lado fronteiriço ao cemitério Friedhof Columbiadamm, localizado no bairro Berlin-Neukölln.